# Денисов, Святослав Варламович
Святосла́в Варла́мович Дени́сов (10 сентября 1878 — 29 апреля 1957) — русский военачальник из донского рода Денисовых. Полковник РИА (1916). Генерального штаба генерал-лейтенант Белой армии (06.1918), участник Первой мировой войны, командующий Донскими армиями Всевеликого Войска Донского и Управляющий военно-морским отделом (министерством) Совещания управляющих ВВД (Донское правительство) во время Гражданской войны.

## Биография
Сын генерал-лейтенанта Варлама Александровича Денисова и его жены Александры Григорьевны, урождённой Грековой.
Окончил Донской кадетский корпус (1896) и Михайловское артиллерийское училище (1898) по 1 разряду. Произведён в чин хорунжего 8 августа 1898 года, со старшинством с 13 августа 1897 года, с зачислением в 10-ю Донскую конную батарею, затем служил на офицерских должностях в Донских конных батареях № 9,6,21,4.
В 1908 г. окончил дополнительный курс Николаевской академии Генерального штаба. Произведён в чин есаула 2 мая 1908 года. Причислен к Генеральному штабу с назначением на должность помощника старшего адъютанта штаба Омского военного округа с переименованием в Генерального штаба капитаны 2 мая 1911 года.
В Первую мировую войну вступил в должности старшего адъютанта штаба Уральской казачьей дивизии. 06 декабря 1914 года произведён в чин подполковника и назначен на должность штаб-офицера для поручений отдела генерал-квартирмейстера штаба 4-й армии.
В чине полковника с 6 августа 1915 года. Был исполняющим должность начальника штаба 2-й казачьей сводной дивизии (командир дивизии генерал-майор Краснов П. Н.) с 16 августа 1915 года по 21 марта 1917 года, затем командиром 11-го Донского казачьего полка с 21 марта по 09 сентября 1917 года.
Приехал 28 января 1918 года из Киева на Дон. Скрывался от большевиков в ст. Багаевской, где во время Общедонского восстания был избран начальником обороны. Освободил 23 апреля 1918 г. от большевиков г. Новочеркасск.
Был командующим Заплавской группы войск с 4 по 7 апреля 1918 г., затем начальником штаба Южной группы войск с 17 по 25 апреля 1918 г., командующим Южной группы войск с 25 апреля по 18 мая 1918 г. Произведён в чин генерал-майора 27 апреля 1918 г. С 18 мая 1918 года по 2 февраля 1919 года являлся командующим Донской армии и управляющим военно-морским отделом Всевеликого Войска Донского. 27 августа 1918 года был произведён в чин генерал-лейтенанта. На совещании 8 января 1919 г. штабов Добровольческой и Донской армий высказался против единого командования. Признание генералом Красновым единого командования и его согласие подчиниться генералу Деникину Денисов назвал «смертным приговором» Войску Донскому.
В 1919 году Войсковой Круг Войска Донского выразил Денисову недоверие, после чего генерал вышел в отставку. Через Батум он уехал в Константинополь, а оттуда в Берлин. В 1923 году выехал в США. Активный деятель и создатель Казачьего союза США, его председатель. Умер в г. Стратфорд (США).
В браке с Зоей Александровной Хегстрем оставил сына Игоря и дочь Ирину.
Потомки Орловых-Денисовых по мужской линии с Игоря Святославовича Денисова жили в США, переехав на историческую родину в СССР в 1980 году перед перестройкой и реформацией, обосновались во Владимирской области. В настоящий момент известно, что  потомок Денисов Андрей Артурович (2 мая 1972 - 26 июня 2013) продолжил семейную традицию казачества в чине сотника, был дважды женат, оставив после себя единственного сына Денисова Дениса Андреевича, дата рождения 3 января 2000 года, Одинцово Московская область.

## Сочинения
- Денисов С. В. Записки. Гражданская война на Юге России 1918—1920 гг. Книга 1-я. Январь-май 1918 г. — Константинополь: тип. «Пресса», 1921.